# 西光院 (奈良市)
西光院（さいこういん）は、奈良県奈良市高御門町21にある華厳宗の仏教寺院。山号は紫雲山。

## 歴史
最初は元興寺の子院であった。

## 寺内
- 弘法大師（空海）裸像（特別開扉は毎年4月20日～4月30日の10日間。木造で秘仏。）
- 十一面観音立像（重要文化財、木造彩色）

## 交通アクセス
- 奈良交通バス「南袋町」下車、徒歩5分（経路案内）。
- JR京終駅より徒歩9分（経路案内）。
- 近鉄奈良駅2番出口より徒歩10分（経路案内）。
- JR奈良駅東口より徒歩17分（経路案内）。